# Brouilla
Brouilla är en kommun i departementet Pyrénées-Orientales i regionen Occitanien i södra Frankrike. Kommunen ligger i kantonen Thuir som tillhör arrondissementet Perpignan. År 2022 hade Brouilla 1 586 invånare.

## Befolkningsutveckling
Antalet invånare i kommunen Brouilla
| Referens: INSEE |